# EXIT TUNES PRESENTS Vocalostar feat.初音ミク
『EXIT TUNES PRESENTS Vocalostar feat.初音ミク』（エグジット・チューンズ・プレゼンツ ボカロスタ フィーチャリング・はつねミク）は、2009年6月17日に発売された、音声合成ソフトVOCALOIDをボーカルに用いた楽曲のコンピレーション・アルバム。発売元はEXIT TUNES、販売元はポニーキャニオン。
キャッチコピーは「Hearts + Technology = "HATSUNE MIKU" それは、色褪せることのない音のセカイ」。

## 概要
動画共有サイトで初音ミク等のVOCALOIDソフトウェアを用いて制作し発表されたボーカル曲の中から、当時最新の人気曲17曲を再マスタリング・高音質化し収録している。アルバムのタイトルでは「feat.初音ミク」となっているが鏡音リン・レン、巡音ルカといった初音ミク以外のVOCALOIDを用いた楽曲も収録されている。2009年6月までに動画投稿サイトで200万再生を突破した鏡音リンによる人気曲「炉心融解」をはじめ、初音ミクによる「サイハテ」巡音ルカによる「RIP=RELEASE」といった100万再生を越えるヒット曲、270万再生を誇るKAITO、MEIKO、初音ミクが共演する「卑怯戦隊うろたんだー」等を収録しており、収録曲の合計再生数は2009年5月1日時点で2829万6382回を数えるとされる。
ジャケットイラストは「supercell」にもイラストレーターとして参加している漫画家の三輪士郎が担当、テレビCMの動画は動画投稿サイトに投稿された「炉心融解」のイラストとPVも手がけているnagimiso.sysが担当した。

## 収録曲
1. 炉心融解 [5:26]
  - iroha feat.鏡音リン（作曲：iroha(sasaki) 作詞：kuma）
    - 暗い歌のようであるが、過去からの脱却を表した前向きな歌だとされている[3]。鏡音リンのサンプリング音声を担当した下田麻美本人が鏡音リン・レンの人気曲をカバーしたアルバム『Prism』に同曲のカバーバージョンが収録されている。また、『EXIT TUNES PRESENTS Vocalolegend feat.初音ミク』にはcosMo@暴走Pによるリミックスヴァージョンが収録されている。
2. サイハテ [2:42]
  - 小林オニキス feat.初音ミク（作曲・作詞：小林オニキス）
    - 詳細は当該項目を参照。
3. RIP=RELEASE [4:12]
  - minato（流星P） feat.巡音ルカ（作曲・作詞：minato（流星P））
    - 偏愛をテーマにした曲で、鬼気迫る雰囲気になるよう仕上げている[5]。なお、minato（流星P）のソロアルバム『magnet -favorites plus-』と、コンピレーション・アルバム『MOER feat.初音ミク -2nd anniversary-』に収録されているヴァージョンは、「-affection-」の副題が付いたニューアレンジ版である。
4. 卑怯戦隊うろたんだー [4:25]
  - シンP feat.KAITO,MEIKO,初音ミク （作曲・作詞：シンP）
    - 卑怯な主人公のヒーロー物のオープニングテーマをイメージした曲[6]。コンピレーション・アルバム『ニコニコ動画せれくちょん 〜才能の無駄遣い〜』、『初音ミク ベスト〜impacts〜』にも収録されている。また、同曲を「KAITO」のサンプリング音声を担当した風雅なおと本人がカバーしたCDアルバムも発売されている。
5. ココロ [4:39]
  - トラボルタ feat.鏡音リン（作曲・作詞：トラボルタ）
    - 詳細は当該項目を参照。
6. カンタレラ[2:57]
  - 黒うさ feat.KAITO,初音ミク（作曲・作詞：黒うさ）
    - 詳細は当該項目を参照。
7. ぽっぴっぽー [2:57]
  - ラマーズP feat.初音ミク（作曲・作詞：ラマーズP）
    - 野菜ジュースの歌。ラマーズPのソロアルバム『EXIT TUNES PRESENTS THE COMPLETE BEST OF ラマーズP feat.初音ミク』、コンピレーション・アルバム『初音ミク ベスト〜impacts〜』にも収録されている。
8. 私の時間 [4:25]
  - くちばしP feat.初音ミク（作曲・作詞：tetsuo）
  - コンピレーション・アルバム『初音ミク 5thバースデー ベスト〜memories〜』では、「私の時間2012」とリメイクしている。
  - 歌詞中にある「オリコン1位も遠くないかもね」は『EXIT TUNES PRESENTS Vocalogenesis feat.初音ミク』で現実化した[7]。
9. 桜の季節 [4:32]
  - ゆうゆ feat.初音ミク（作曲・作詞：ゆうゆ）
10. トルコ行進曲 - オワタ＼(^o^)／ [3:01]
  - オワタP feat.初音ミク（作曲：PD 作詞：オワタP）
    - モーツァルトのトルコ行進曲に歌を付けている。
11. 夢みることり [3:36]
  - はやや feat.初音ミク,鏡音リン（作曲・作詞：はやや）
    - 百合の妄想がそのまま歌になったという初音ミクと鏡音リンのデュエット曲[8]。
12. サンドリヨン(Cendrillon) [4:35]
  - Dios/シグナルP feat.初音ミク,KAITO（作曲：Dios/シグナルP 作詞：orange）
    - シンデレラ（サンドリヨン）をモチーフとしたKAITOと初音ミクのデュエット曲。シンデレラが暗示をかけられた暗殺者だったらという話となっている[9]。
13. 雲の遺跡 ver.len [3:52]
  - yanagi feat.鏡音レン（作曲・作詞：yanagi）
14. もっと 伸びろ ぼくの 動画 [5:28]
  - 卑屈P feat.初音ミク（作曲・作詞：koushirou（卑屈P））
    - ニコニコ動画での自身の初投稿作品の再生数の伸び悩みから生まれた曲[10]。
15. Happy fruit! [3:58]
  - azuma feat.初音ミク（作曲・作詞：azuma）
    - azumaのソロアルバム『EXIT TUNES PRESENTS THE COMPLETE BEST OF azuma feat.初音ミク』にも収録され、デッドボールPがアレンジを施した『もーっと! Happy fruit!』も存在する。
16. サウンド [3:09]
  - baker feat.初音ミク（作曲・作詞：baker）
    - bakerのメジャーデビューアルバム『filmstock』にも収録されている。
17. from Y to Y [5:30]
  - ジミーサムP feat.初音ミク（作曲・作詞：ジミーサムP）
    - 失恋を題材とした[11]、今では離れてしまったけど、いつかまた君の隣に、と言う気持ちで書かれた曲だという[3]。OneRoomのソロアルバム『Toy Box』、コンピレーションアルバム『初音ミク ベスト〜memories〜』、『MOER feat.初音ミク -2nd anniversary-』にも収録されている。